# 服部直臣
服部 直臣（はっとり なおみ、1889年（明治22年）8月22日 - 1947年（昭和22年）5月13日）は、大日本帝国陸軍軍人。最終階級は陸軍少将。

## 経歴
1889年（明治22年）に東京府で生まれた。陸軍士官学校第22期卒業。1936年（昭和11年）8月1日に陸軍歩兵大佐進級と同時に第10師団司令部附となり、旧制松江高等学校に配属された。1938年（昭和13年）10月に歩兵第21連隊補充隊長に転じ、1939年（昭和14年）8月に第8国境守備隊第2地区隊長に就任した。
1941年（昭和16年）3月に陸軍少将に進級し、1942年（昭和17年）8月1日に南方軍総司令部附を経て、12月1日に歩兵第60旅団長（第1軍・第69師団）に就任。臨汾に赴任し、大行作戦、大岳作戦などを連戦。その後運城に移り、霊宝会戦に出動。黄河を渡河し、群集する敵軍を撃破するなど赫々たる戦果を収めた。1944年（昭和19年）11月27日に独立歩兵第2旅団長（北支那方面軍）に転じ、京漢鉄道などの守備に任じ、井陘で終戦を迎えた。